# 替え歌
替え歌（かえうた）は、パロディの一形態。このことから異名同曲異歌詞曲（いめいどうきょくいかしきょく）とも呼ばれる。
メロディやリズムを可能な限り変えないようにしながら、本来その歌に付けられた以外の歌詞を作詞して歌うこと、またはそれによって歌われる歌のことである。「替え唄」とも表記される（主に嘉門達夫が使用）。
なお、元がインストルメンタル（歌詞がない、楽曲のみの作品）の場合は「単なる作詞」となるか、「替え歌」となるか議論が分かれる。

## 替え歌が作られる経緯
古く著作権の意識がなかった頃には、替え歌は当たり前のものであり、むしろ民謡は個々人が変えて歌うのが当たり前であった面もある。現在でもたとえば八重山民謡のトバラーマ大会では出場者はそれぞれ自前の歌詞を歌う。
軍歌「小楠公」が歌詞を置き換えて寮歌や労働歌になったのもこの感覚が残っていた時代のことで、作詞者が陸軍や労働組合に抗議したという話は残っていない。また、この頃の歌には七五調四連のいわゆる今様の形式に則った定型詩を歌詞とする例が多かったのも、替え歌を容易くしていた。
- 軍歌「小楠公」のメロディを流用した歌は、例えば以下のようなものがある[1]。
  - 「アムール川の流血や」（塩田環 作詞　明治34年頃）アムール川の流血や、氷りて恨み結びけん…
  - 「歩兵の本領」（加藤明勝 作詞）：万朶（ばんだ）の桜か襟の色、花は吉野に嵐吹く…
  - 「ホーヘルリンデン夜襲」（山蔭樵夫 作詞）：日は早や西の入相（いりあい）の…
  - 「征露の歌」（青木得三 作詞）：ウラルの彼方風荒れて…
  - 「メーデー歌」：聞け万国の労働者…

### 遊び歌
現在では替え歌のほとんどは、遊び感覚で作る物である。替え歌その物を趣味として作る場合もある。大人がパーティーの余興に作ったり、子供の遊びの一部として作られる物など様々である。元になる曲はアニメソングや童謡・唱歌、あるいはその時期の流行曲など、知名度が高い曲が多い。
内容は、時事ネタや内輪ウケ、下ネタや残虐なもの、身分による差別、身体上の欠点をネタにするものが多い。また単語の音を生かして、別の言葉に置き換えたり、語尾を否定語にするといった、単純なものもある。これらのネタは、大人の間では幼稚なものとみなされやすい。
一例として、以下のようなものがある。
- 童謡「お正月」の替え歌で、餅を食べ、おなかを壊して（「喉に詰まらして」とも）死んでしまい、霊柩車が来るという歌詞のもの
- 童謡「うれしいひな祭り」の替え歌で、明かりも消えてしまい、花も枯れ、五人囃子も死んでしまうという歌詞のもの
- 歌謡曲「瀬戸の花嫁」の替え歌で、歌詞の語尾をワンタン・天丼・みそラーメン・エビフライなどに置き換えるもの
- 歌謡曲「ブルー・シャトウ」の替え歌で、歌詞の語尾をとんかつ・にんにく・こんにゃく・天ぷらに置き換えるもの
- 合唱曲「旅立ちの日に」の替え歌で、’’白いご飯の上に 唐揚げを乗せて はるかな大皿の上ならば デブは食い出す’’のようなもの
- 聖歌「リパブリック讃歌」の替え歌で、「学科嫌い」・「薔薇の唄」・「お玉じゃくしは蛙の子」・「権兵衛さんの赤ちゃん」・「ともだち讃歌」など　アメリカ・北アイルランド・イングランド・ロシアなどでも、様々な内容の替え歌が作られている

### 応援歌
プロ野球や高校野球などの応援歌、またはサッカーなどのチャントとして、替え歌が作られることもある。

### 抗議・風刺
抗議や風刺を目的とした替え歌もしばしば作られ、今までに抗議活動などでしばしば用いられている。
例えば、1969年の反戦フォークゲリラの際には、高石友也の「受験生ブルース」の替え歌で、機動隊を揶揄する「機動隊ブルース」が歌われた。
1988年には、忌野清志郎率いるRCサクセションが「ラヴ・ミー・テンダー」「サマータイム・ブルース」を、アルバム『COVERS』で、反核ソングとしてカバーした。
2011年4月7日（東北地方太平洋沖地震による福島第一原発事故から約1ヶ月後）には、斉藤和義の「ずっと好きだった」を反原発ソングの歌詞にした、本人歌唱の「ずっとウソだった」が、YouTubeに出所不明という体裁で投稿された。

### CM・テレビ放送
CMやテレビ番組で流すことを前提としているものは、一般に知名度が高い曲（童謡・唱歌・クラシック音楽が中心だがアニソン含む懐メロも）も多く、特にCMソングでは、認知度の高い歌に商業的な歌詞が付けられる。
これらは、特に多くの人間が聞く機会を持つことから一般に浸透しやすく、中には元歌以上に知れ渡る場合もある。例えば「リパブリック讃歌」は、ヨドバシカメラのCMソングかつ館内放送、賛美歌「まもなくかなたの」は、ビックカメラのCMソングかつ館内放送、等である。
日本の曲が海外で別の歌詞がつくこともあり、北朝鮮の軍歌遊撃隊行進曲はハイカラ節の替え歌である。
なお元曲が文部省唱歌や親しまれた童謡の場合、「子供が間違った歌詞を覚えて困る」と教育関係者からクレームが入る場合がある。

#### 番組として
替え歌を用いた番組のテーマソングとしては、「隣組」（ドリフ大爆笑）、「めだかの学校」（三波伸介の凸凹大学校）などがある。
また、替え歌を募集して披露、採点するといった趣向の番組もあった。以下のようなものが有名。
- かえうた大合戦（初の替え歌番組だが、3ヶ月で終わった）
- お笑い頭の体操（替え歌のコーナーがあった）
- 欽ちゃんのドンとやってみよう!（同）
- ロボタン（第1作）（エンディングテーマ「見ちゃったんだョの歌」の替え歌を募集していた）
- スターむりむりショー（オープニングテーマ「ジャンボ!」の替え歌を募集していた）
- 歌まね合戦スターに挑戦!!（エンディングテーマが「かわいそう小唄」の時代、替え歌を募集していた）
- さんまのSUPERからくりTV（「みんなの!かえうた」というコーナーがある）
- 志村けんのだいじょうぶだぁ（「怪しい流し」というコントがある）
- 8時だョ!全員集合（志村と加藤が童謡・ヒット曲・CMソング・歌謡曲の替え歌を頻繁にしていた）
- お笑いマンガ道場（第3回戦として替え歌マンガがある）

ほかに、初期のボキャブラ天国も、目的は駄洒落であったが、替え歌になっているものが多かった。

#### You tube・ニコニコ動画ネタとして
- 月島きらり starring 久住小春 (モーニング娘。)による2006年のヒット曲「バラライカ」に関し、「やらないか」という替え歌がネット界で取り上げられ、ニコニコ超会議Ⅲ（2014年）で演奏される等、ネットミームとして流行した。

#### 放送規制
かつてNHKでは、番組内での商標の使用を厳しく規制していた。そのため、かぐや姫の「神田川」をNHKの番組で流す際には、歌手自らが「クレパス」の部分を「クレヨン」に置き替えたり、山口百恵の「プレイバックPart2」を流す際には、歌手自らが「真っ赤なポルシェ」の部分を「真っ赤なクルマ」に置き替えたりすることが「暗黙の了解」となっていた。
1964年発売の小林旭の「自動車ショー歌」は、要注意歌謡曲指定制度（民放連の制定）に抵触し、事実上放送禁止となったため、その部分を歌詞変更して再発売した。
現在は以前ほどの規制はなくなり、第71回NHK紅白歌合戦（2020年）では瑛人が歌唱した「香水」でも「ドルチェ&ガッバーナ」の部分はそのまま歌唱された。

### 暗記のため
記憶した内容を思い出しやすくするため、メロディを手がかりに活用しようという趣旨で作られることがある。
記憶したい内容は各々異なるので、広く知れ渡っている替え歌は多くないが、「ウサギとカメ」のメロディで都道府県の名前を覚える、「アルプス一万尺」のメロディで中国の王朝の名前を覚えるものなどがある。

### 音楽・芸能活動の一環
嘉門達夫の替え歌は「替え唄メドレー」では本歌の1フレーズだけを変えてみせるものであったが、「勝手にシンドバッド」では全曲にラップ風のセリフを当てて見せた。
金谷ヒデユキはその初期にほぼ曲1番分を丸々変えるのを得意にした。
ほかに替え歌を持ちネタとするものに伊集院光、ダイス、下衆ヤバ夫、すわ親治、マキタスポーツ、清水アキラ、清水ミチコ、大川興業などがある。
中には、過去の自分の作品を替え歌にする者もいる。さだまさしは「雨やどり」の歌詞を3通り持っていた。サザンオールスターズの桑田佳祐は「私の世紀末カルテ」等の曲をライブなどで2番以降をその時の時事ネタや、ツアー先の土地のネタ、ファンへの感謝の気持ち等を盛り込んだ歌詞に変えて歌うことがある。

## 著作権
替え歌は以前から存在した歌のパロディであって、著作権法上二次的著作物という扱いになるため、しばしばその著作権問題が浮上する。
既に著作権の保護期間が終了しているものは別として、歌詞部分には著作権における翻案権、著作者人格権における同一性保持権の侵害となるので、個人や身内で楽しむ場合を除き注意が必要である。
また日本音楽著作権協会(JASRAC)・NexTone等の著作権管理団体では、翻案権・同一性保持権の管理は行っていないため、替え歌を公に発表するときは権利者の許可を得る必要がある。古いところでは、タモリによるアルバム「戦後歌謡史」は、発売に際してこの問題をクリアできず、1981年にタモリが全責任を負うという形で自主製作の限定版のみでリリースされた。
元曲の歌唱者でも、本人が自ら作詞した曲、あるいは歌唱者や制作側などからの依頼や自身の企画で作詞者が自ら歌詞を改変した場合を除いて、意図的に歌詞を改変して歌唱したりそれをCDリリースした場合は著作権および著作者人格権侵害として作詞者との軋轢を招くこともある（おふくろさん騒動、会いたい (沢田知可子の曲)）。
「替え唄メドレー」シリーズとして数々の替え歌を送り出した嘉門達夫の場合、ライブで歌うなりCDリリースする場合は元曲の作詞者と作曲者と歌唱者、さらに替え歌の歌詞の中に実在の人物の名前が出る時にはその人物にも許可を取っている。ただし許可の範囲も人それぞれであり、全面的許可をする者から基本的に許可だが特定の曲だけ不許可とする者、ライブのみ許可をする者（CDリリースは不可）まで様々である。当然ながら許可を得られなかった場合は公の前で歌唱は不可能となる（NGの中にはテレビ番組でのトークのネタとして披露したものはある）。ライブでは「替え唄メドレー」シリーズの歌詞をCD収録の物と変えて歌ったり、CDリリースが不可となった曲を並べた「ボツ・替え歌メドレー」といった曲を披露した事があった。それらの中には、後に許可が出てCD収録された替え歌も幾つも存在する。また、洋楽の替え歌についてはニュアンスの問題で殆どが許可が取れなかったと語っている。
またラジオ関西の「青春ラジメニア」では番組と親交が深い権利者の曲に限ることとし、また放送後に著作権者に替え歌の内容を報告して事後承諾で許可をとっている。

### 異名同曲異歌詞の例
※は、作曲者によるセルフカバー
- 「僕は特急の機関士で」（三木鶏郎、森繁久彌、丹下キヨ子ほか、1951年）　→
  - 「ボクはお猿の機関士で」（河井坊茶、伴久美子、三木鶏郎ほか、1951年）※
- 「ワンサカ娘」（かまやつひろし、1961年）　→
  - 「太陽ハント」（真理アンヌ、 1966年）
- 「ラブユー東京」（黒沢明とロス・プリモス、1966年）　→
  - 「ラブユー貧乏」（ロス・プリモス、 1987年）
- 「紅の渚」（荒木一郎、1967年）　→
  - 「白い夜あけ」（内田喜郎、 1971年）
- 「ブェナス・ノーチェス東京」（鶴岡雅義と東京ロマンチカ、1967年）　→
  - 「銀座ふたり」（葉子とクリケット、1975年）
- 「涙は春に」（鍵山珠里、1968年） →
  - 「涙は紅く」（山本リンダ、1970年）
- 「ひとりの悲しみ」（ズー・ニー・ヴー、1970年）　→
  - 「また逢う日まで」（尾崎紀世彦、1971年）
- 「土曜の夜に何が起ったか」（石川晶、1970年）　→
  - 「ミッドナイト急行」（アパッチ、1978年）
- 「マンジョキ ロックンロール」（内田裕也&1815ロックンロールバンド、1971年） →
  - 「ホタテのロックン・ロール」（安岡力也、1983年）
- 「燃える渚」（小川みき、1973年）　→
  - 「初恋同志」（ヘレン笹野、1981年）
- 「恋のダイヤル6700」（フィンガー5、1973年）　→
  - 「ダンダン娘」（西田ひかる、1997年）　三菱電機 霧が峰FX CMソング
- 「哀愁のシンフォニー」（キャンディーズ、1976年）　→
  - 「霧のわかれ」（キャンディーズ、未発表）
- 「雨やどり」（さだまさし、1977年）　→
  - 「もうひとつの雨やどり」（さだまさし、1977年）
  - 「雨どりや」（さだまさし、1979年）
- 「愛して」（和田アキ子、1978年）　→
  - 「愛を眠らせて」（浜田省吾、1979年）　※
- 「サマー・ブリーズ」（川崎龍介、1978年）　→
  - 「サーフ天国、スキー天国」（松任谷由実、1980年）　※
- 「バック・ミラー」（フェアリーズ、1978年）　→
  - 「気づいてMY・HEART」（川村愛、1985年）
- 「リップスティック・ジャングル」（石原祐、1978年）　→
  - 「ストロベリー・スキャンダル」（スーパーギャル、1986年）
- 「いい日旅立ち」（山口百恵、1978年）　→
  - 「いい日旅立ち・西へ」（鬼束ちひろ、2003年）
- 「モンロー・ウォーク」（南佳孝、1979年）　→
  - 「セクシー・ユー (モンロー・ウォーク)」（郷ひろみ、1980年）
- 「たびだち」（下成佐登子）　→　
  - 「ためいきアベニュー」（下成佐登子、1981年）　※
- 「私はピアノ」（サザンオールスターズ、1980年）　→
  - 「あいつのこと」（研ナオコ、1980年）
- 「TOKIO」（沢田研二、1980年) →
  - 「お江戸-O・EDO-」（カブキロックス、1990年）
- 「夜明けまで」　(松平健、1980年) →
  - 「影法師」　(堀内孝雄、1993年)
- 「セーラー服と機関銃」（薬師丸ひろ子、1981年）　→　
  - 「夢の途中」（来生たかお、1981年）　※ 薬師丸との競作
- 「意地悪ばあさんのテーマ」（スラップスティック、1981年）　→
  - 「いじわるばあさん」（王様、1996年）
- 「グッバイはクールに」（麗灑、1983年）　→
  - 「キン肉マンGo Fight!」（串田アキラ、1983年）
- 「真夏のランナー」（倉田まり子、1983年）　→
  - 「愛が眠る日まで －真夏のランナーII－」（芹澤廣明、1983年）　※
- 「つ・ま・ん・な・い」（八木美代子、1983年）　→
  - 「死ぬまで笑ってて…」（三田寛子、1985年）
- 「5月の手紙」（ナタリー・シマール、1983年）　→
  - 「ハートの季節」（伊藤つかさ、1986年）
- 「メイン・テーマ」（薬師丸ひろ子、1984年）　→
  - 「スタンダード・ナンバー」（南佳孝、1984年）　※ 薬師丸との競作
- 「チャーミーダンス」（嶋大輔、1984年）　→
  - 「星空のダンステリア」（川原理加、1984年）
- 「俺ら東京さ行ぐだ」（吉幾三、1984年）　→
  - 「これが本当のゴルフだ!」（吉幾三、1990年）
- 「原宿メモリー」（高田みづえ、1984年）　→
  - 「原宿心中」（新田一郎、1984年）　※
- 「Sweet Inspiration」（佐藤博、1984年）　→
  - 「TELEPATHY」（秋本奈緒美、1984年）
- 「ミ・アモーレ」（中森明菜、1985年）　→
  - 「赤い鳥逃げた」（中森明菜、1985年）
- 「スクール・ガール」（C-C-B、1985年）　→
  - 「スクール・ボーイ」（C-C-B、1985年）
- 「あの娘とスキャンダル」（チェッカーズ、1985年）　→
  - 「スキャンダル魔都」（チェッカーズ、1985年）
- 「愚か者よ」（萩原健一、1987年）→
  - 「愚か者」（近藤真彦、1987年）  萩原との競作であるが、発売の順は逆
- 「American Breakfast トキメキ添え」（今井美樹、1986年）　→
  - 「ドキドキTALKING」（小森田実、1989年）　※
- 「風に抱かれて」（椎名恵、1986年）　→
  - 「THE WIND」（椎名恵、1987年）
- 「姫様ズーム・イン」（森川美穂、1986年）　→
  - 「カジノ・カジノ」（小森田実、1989年）　※
- 「秋のIndication」（南野陽子、1987年）　→
  - 「カナリア」（南野陽子、1987年）
- 「だってしょうがないじゃない」（和田アキ子、1988年）　→
  - 「続・だってしょうがないじゃない」（和田アキ子、1989年）
- 「センチメンタル・番外編」（杉本真人、1988年）　→
  - 「センチメンタル・青春編」（杉本真人、1988年）
- 「君をのせて」（井上あずみ、1988年）　→
  - 「君をつれて」（石井竜也、2002年）
- 「夏のうねり」（清水咲斗子、1989年）→
  - 「幻のバルバドレ」（清水咲斗子、1993年） 楽曲の発表の順は逆
- 「チョークのイニシャル」（伊藤美紀、1989年）　→
  - 「光のシーズン」（石田ひかり、1989年）
- 「1969の片想い」（稲垣潤一、1989年）　→
  - 「今夜は忘れたい」（稲垣潤一、2002年）
- 「魚座たちの渚」（井上昌己、1990年） →
  - 「苦しい恋」（井上昌己、1993年）
- 「遊園地」（林田健司、1990年） →
  - 「Give me your love」（林田健司、1995年）※
- 「夢はマジョリカ・セニョリータ」（KEY WEST CLUB、1992年）　→
  - 「ムーンライト伝説」（DALI、1992年）　発売の順は逆
- 「BELIEVE」（ガーデンズ、1998年）　→
  - 「愛してる」（高橋克典・仲間由紀恵、2001年）
- 「モーニングコーヒー」（モーニング娘。、1998年） →
  - 「モーニングみそ汁」（モーニング娘。'17、2017年）
- 「あした」（aiko、1998年） →
  - 「最後の果実」（深田恭子、1999年）
- 「つれてって」（藤葉子、2002年） →
  - 「いかないで」（ジョージ吹雪、?年）
- 「旅立ちの日に…」（川嶋あい、2006年）　→
  - 「明日への扉」（I WiSH、2003年）　発売の順は逆
- 「ずっと好きだった」（斉藤和義、2010年）　→
  - 「ずっとウソだった」（斉藤和義、2011年）　※
- 「LOVEペディア」（モーニング娘。'20、2020年） →
  - 「人間関係No way way」（モーニング娘。'20、2020年） 楽曲の作詞の制作完了順は逆

### 同名同曲異歌詞の例
- 「カリブの夢」（シェリー、デューク・エイセス、ペドロ&カプリシャス）
- 「ムーンライト・タクシー」（浅野ゆう子、C.C.O〈獅子王〉）
- 「スニーカーぶる〜す」（近藤真彦）
- 「通り雨」（豊島ひとみ、滝里美）
- 「うさぎ」（野咲たみこ、谷山浩子セルフカバー）
- 「ウィンク・キラー」（野村宏伸、小泉今日子）
- 「夢みる頃すぎて」（ACTION、Betty Blue）
- 「大阪レイニーデー」（高山厳、BORO、尾崎和行） - 歌詞は同一も構成が異なる
- 「明日があるさ」（坂本九、ウルフルズ[注釈 3]、Re:Japan[注釈 4]）
- 中島卓偉がハロー!プロジェクトに提供した楽曲を自らがセルフカバーする際に、歌詞を改編する場合が多い。例として、「大器晩成」「上手く言えない」（アンジュルム）、「いいんじゃない？」（LoVendoЯ）などが挙げられる。
- 「We Didn't Start the Fire」（ビリー・ジョエル、フォール・アウト・ボーイ） - 前者が1949年から1980年代、後者が1989年以降の出来事を列挙した歌詞。

### 異名異曲同歌詞の例
- 「時をかける少女」（原田知世、1983年）　→
  - 「時のカンツォーネ」（松任谷由実、1997年）